# Rungis
Rungis là một xã ở ngoại ô phía Đông của Paris, Pháp, trong tỉnh Val-de-Marne.